# Bairds strandloper
Bairds strandloper (Calidris bairdii) is een strandloper uit het geslacht Calidris en de familie Scolopacidae (Strandlopers en snippen). De vogel is vernoemd naar de Amerikaanse negentiende-eeuwse bioloog Spencer Fullerton Baird.

## Beschrijving
De Bairds strandloper is ongeveer zo groot als de bonte strandloper, met lange vleugels die - in zithouding - uitsteken voorbij de staart.
De onderrug en middelste staartpennen zijn zwart. De snavel is licht gebogen, de poten zijn zwartachtig. Een volwassen exemplaar in zomerkleed lijkt op de drieteenstrandloper, maar dan met een minder opvallende streep op de vleugels.
In de winter hebben Bairds strandlopers donkere 'geschubde' bovendelen en witte onderdelen met isabelkleurige borstvlekken. Het geluid dat deze vogel maakt klinkt als tsjurrut of kriep.
De Bairds strandloper wordt nogal eens verward met de kleine strandloper, de grijze strandloper en de Alaskastrandloper.

## Verspreiding
Deze strandloper broedt 's zomers in noordoostelijk Siberië, Alaska, noordelijk Canada en westelijk Groenland en overwintert in Zuid-Amerika van Ecuador tot in Vuurland.

## Voorkomen in Nederland (Europa)
De Bairds strandloper is een echte lange afstandstrekker. Soms raken exemplaren verdwaald, daardoor is de Bairds strandloper een zeldzame dwaalgast in Europa. In de periode 1958-1996 zijn 196 bevestigde waarnemingen gedaan aan deze steltloper op de Britse Eilanden. Het totaal aantal waarnemingen op de Britse Eilanden is gestegen naar 258. In de periode 1980-1996 zijn er in Nederland drie bevestigde waarnemingen. In de periode 1996 - 2010: 1 waarneming en in de periode 2011 - 2016: 11 waarnemingen.

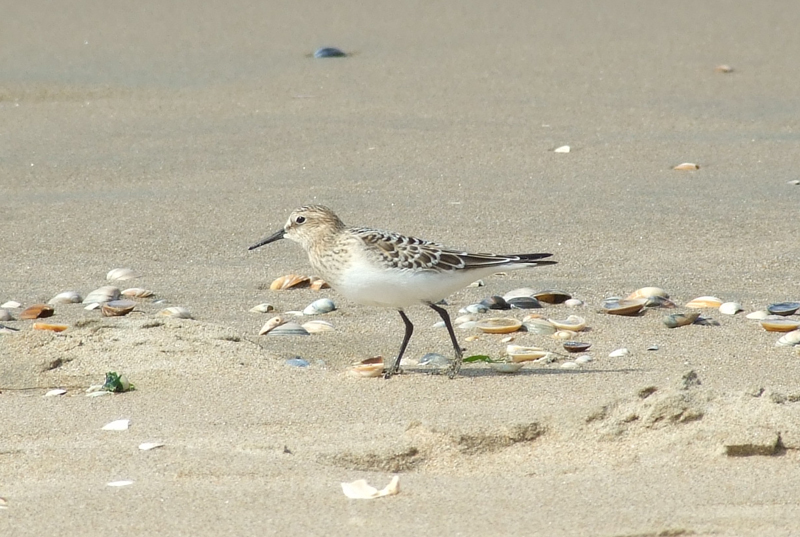
Juveniel op het strand bij Meijendel